# Sometimes I Think About Dying
Sometimes I Think About Dying (lett. "A volte penso di morire") è un film del 2023 diretto da Rachel Lambert.

## Trama
In una città portuale dell'Oregon, Fran è una ragazza solitaria che di giorno ascolta il ronzio dei colleghi in ufficio e sogna a occhi aperti il suo cadavere, talvolta appeso alla gru che intravede dalla finestra, talvolta morso da un pitone nel seminterrato. La sua vita scorre via abbastanza monotona, tra fantasticherie e autoisolamento, e Fran sembra a suo agio nella bolla sociale che si è creata. Un giorno giunge un nuovo collega, Robert: dopo qualche scambio di battute, Robert le chiede di uscire e andare insieme al cinema. Nonostante il tentativo dell'uomo, Fran non sembra a suo agio e i due, dopo essersi brevemente frequentati, hanno un duro litigio in auto dovuto a una difficoltà di comunicazione ed empatia. Il lunedì successivo, Fran si reca in pasticceria e incontra Carol, una sua ex collega andata in pensione, la quale le rivela che suo marito ha avuto un malore poco prima della crociera lungamente agognata e per la quale lei e suo marito avevano messo da parte i risparmi di una vita. Fran si presenta in ufficio e offre le ciambelle ai suoi colleghi, stupiti e contenti del gesto inatteso. Robert e Fran si riavvicinano e la ragazza gli confessa le sue fantasie.

## Produzione
Il progetto è stato annunciato nel dicembre 2021. La sceneggiatura è un adattamento parziale dell'opera teatrale Killers di Kevin Armento. Le riprese sono avvenute in Oregon, nei pressi di Astoria.

## Distribuzione
Il film è stato presentato in anteprima al Sundance Film Festival il 19 gennaio 2023. Nell'aprile 2023, Oscilloscope ha acquisito i diritti di distribuzione del film negli Stati Uniti. Nelle sale americane è stato distribuito a partire dal 26 gennaio 2024.